# Benedetto Bandiera

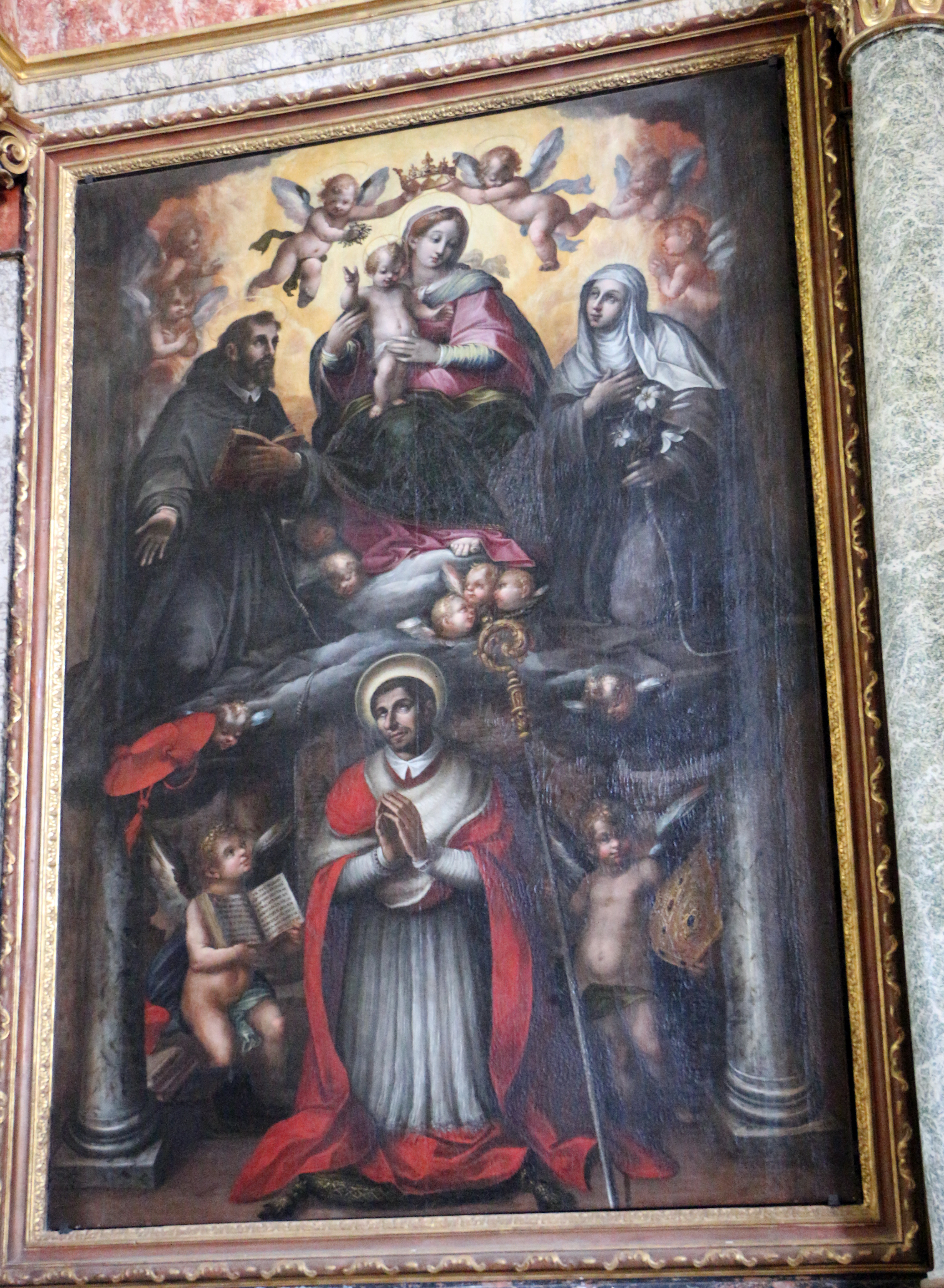
Madonna en heiligen, Chiesa di San Francesco (Gubbio)

Benedetto Bandiera (Perugia, 1557 (of 1564)– aldaar, 10 mei 1634) was een Italiaanse kunstschilder uit het begin van de barok-periode, die voornamelijk actief was in Perugia.

## Biografie
Hij werd door zijn vader Iacopo voor zijn opleiding tot schilder ondergebracht in de school van Federico Barocci en nam het delicate kleurenpalet en de elegante ontwerpen van zijn meester over. Volgens Pellegrino Antonio Orlandi, een kunsthistoricus uit de 18e eeuw, volgde hij ook een opleiding bij Francesco Vanni maar dat was nooit het geval.
Hij schilderde voornamelijk voor kerken in Perugia zoals:
- voor de Santa Caterina in Porta S. Angelo: 
  - De heilige Ursula
  - Het mystieke huwelijk van de heilige Catharina van Alexandrië
- voor de  San Filippo
  - Het doopsel van Christus
- voor de Santo Angelo della Pace 
  - Een Madonna met heiligen (1611),
- voor de Santa Maria della Misericordia 
  - Een geboorte van Christus
- voor de San Francesco al Prato
  - Een Madonna met Kind en heiligen (1605)
  - De communie van de heilige Bonaventura
- voor de Santa. Maria di Colle 
  - Een Madonna van Constantinopel (1614)

Maar zijn belangrijkste werken maakte hij voor de Basilica dei Cassinesi. In het kruisgewelf schilderde hij fresco’s met afbeeldingen van de vier evangelisten (1590). In het middenschip schilderde  hij figuren tussen de bogen en hij schilderde ook de lunettes in de linkse beuk. In de kapel achteraan in de rechterbeuk schilderde hij fresco’s die ondertussen verloren zijn en het grote baldakijn boven het hoofdaltaar met een afbeelding van de Drie-eenheid.
De fresco’s die hij schilderde in de kloostergang  van het klooster van Santo Agostino in Perugia met scènes uit het leven van de heilige Franciscus zijn ook vernietigd.
Daarnaast schilderde hij een aantal kleinere werken, die nu bewaard worden in de Galleria Nazionale dell'Umbria en werkte aan de decoratie van diverse stadspaleizen zoals het palazzo Arcipreti. Hij werkte ook in Spoleto en in Onofri. Hij stierf op 10 mei 1634 in Perugia.
Zijn dochter was ook schilder.
- Gemeinsame Normdatei: 124231055
- International Standard Name Identifier: 0000 0000 2596 7606
- RKD-Nederlands Instituut voor Kunstgeschiedenis: 257777
- Union List of Artist Names: 500050763
- Virtual International Authority File: 5860475
- WorldCat: E39PBJfrKGWwRykdTWbJFkg9Xd